# 나카노가와촌
나카노가와촌(中ノ川村)은 후쿠시마현 오누마군에 있던 촌이다. 현재의 가와누마군 남서부, 야나이즈정의 다키가와강 유역에 해당한다.

## 역사
- 1889년 4월 1일 - 정촌제 시행에 의해 8촌의 구역으로 성립하였다.
- 1940년 4월 1일 - 히가시카와촌과 합병해, 니시야마촌이 성립하여, 동일 나카노가와촌이 폐지되었다.

## 참고문헌
- 角川日本地名大辞典 7 福島県